# Le Calvaire du mousse
 (juillet 2025).
Pour plus de détails, voir Fiche technique et Distribution.
Le Calvaire du mousse est un film muet tourné et scénarisé par Alfred Machin sorti en 1912.

## Fiche technique
- Titre original : Le Calvaire du mousse
- Réalisation : Alfred Machin
- Scénario : Alfred Machin
- Photographie : Paul Sablon
- Sociétés de distribution : Pathé Frères
- Pays d'origine :  France
- Durée : inconnu (court métrage)
- Format :  muet - Noir et blanc
- Date de sortie :
  - France : 10 mai 1912

## Distribution
- Jacques Vandenne : le capitaine
- Robet : le second
- Maurice Mathieu : le mousse
- Germaine Dury : la mère du mousse
- Germaine Lecuyer